# Haggenberg (Sigmarszell)
Haggenberg (mundartlich: Hokəbergh) ist ein Gemeindeteil der Gemeinde Sigmarszell im bayerisch-schwäbischen Landkreis Lindau (Bodensee).

## Geographie
Die Einöde liegt circa vier Kilometer nordöstlich des Hauptorts Sigmarszell.

## Ortsname
Der Ortsname stammt vom mittelhochdeutschen Wort hāke für Haken und bedeutet (Siedlung an einem) Berg in der Nähe des Haggenbachs.

## Geschichte
Haggenberg wurde erstmals urkundlich im Jahr 1380 mit ze Haggenberg erwähnt. 1771 fand die Vereinödung Haggenbergs mit drei Teilnehmern statt. Der Ort gehörte einst zum Gericht Simmerberg in der Herrschaft Bregenz.